# István Majoros
István Majoros (11 luglio 1974) è un ex lottatore ungherese, specializzato nella lotta greco-romana.

## Palmarès
- Giochi olimpici

Atene 2004: oro nella lotta greco-romana categoria fino a 55 kg.;
- Mondiali

Budapest 2005: bronzo lotta greco-romana categoria fino a 55 kg.;